# Psilomorpha tenuipes
Psilomorpha tenuipes är en skalbaggsart som beskrevs av Saunders 1850. Psilomorpha tenuipes ingår i släktet Psilomorpha och familjen långhorningar. Inga underarter finns listade i Catalogue of Life.